# Liga Itaugüeña de Fútbol
La Liga Itaugueña de Fútbol es una de las 17 ligas regionales de Central, correspondiente a la Federación de Fútbol del Undécimo Departamento Central, a su vez afiliado a la Unión del Fútbol del Interior. El campeonato tiene como equipos participantes del municipio de Itauguá y tiene a su cargo el desarrollo del Torneo interno de mayores y juveniles de los clubes afiliados a la misma, así como la representación de la entidad, a través de la Selección Itaugueña de Fútbol.

## Historia
La liga se viene jugando desde hace muchos años, antes pocos equipos lo disputaban y luego se fueron sumando más clubes hasta llegar a 12 equipos en total.

## Equipos participantes
En total participan 26 equipos afiliados a la liga y todos de Itaugua. En división de honor están 14 equipos y 12 en la división de ascenso, de la división de honor cada campeonato desciende 2 y de la división de ascenso cada campeonato el campeón y el vice asciende a la division de honor.

## Primera división

### Serie A
- Carlos A. López
- 27 de Noviembre
- Olimpia
- Nacional
- 20 de Julio
- Sportivo Itaugueño
- General Diaz

### Serie B
- Sportivo San Rafael
- Sud América
- 13 de Junio
- 1.º de Mayo
- Patria
- Boquerón
- Unión Guaraní

## Segunda División (Intermedia)

### Serie A
- Internacional
- Jóvenes Unidos
- 8 de diciembre
- 24 de Junio
- Sol Paraguayo
- Independencia

### Serie B
- Antolín Irala
- 30 de Agosto
- Norte América
- Libertad
- Aquidaban
- Silvio Pettirossi

- Datos: Q5975547